# Nigeriaanse hockeyploeg (vrouwen)
De Nigeriaanse hockeyploeg voor vrouwen is de nationale ploeg die Nigeria vertegenwoordigt tijdens interlands in het hockey.

## Erelijst
| Jaar | Champions Trophy | Afrikaans kampioenschap | Olympische Spelen | Wereldkampioenschap      | Hockey World League Hockey Pro League |
| ---- | ---------------- | ----------------------- | ----------------- | ------------------------ | ------------------------------------- |
| 1971 |                  |                         |                   | geen deelname IFWHA WK   |                                       |
| 1972 |                  |                         |                   | geen deelname            |                                       |
| 1974 |                  |                         |                   | geen deelname            |                                       |
| 1975 |                  |                         |                   | geen deelname IFWHA WK   |                                       |
| 1976 |                  |                         |                   | 11e WK 1976 West-Berlijn |                                       |
| 1978 |                  |                         |                   | 10e WK 1978 Madrid       |                                       |
| 1979 |                  |                         |                   | geen deelname IFWHA WK   |                                       |
| 1980 |                  |                         | geen deelname     |                          |                                       |
| 1981 |                  |                         |                   | geen deelname            |                                       |
| 1983 |                  |                         |                   | geen deelname            |                                       |
| 1984 |                  |                         | geen deelname     |                          |                                       |
| 1985 |                  |                         |                   |                          |                                       |
| 1986 |                  |                         |                   | geen deelname            |                                       |
| 1987 | geen deelname    |                         |                   |                          |                                       |
| 1988 |                  |                         | geen deelname     |                          |                                       |
| 1989 | geen deelname    |                         |                   |                          |                                       |
| 1990 |                  | geen deelname           |                   | geen deelname            |                                       |
| 1991 | geen deelname    |                         |                   |                          |                                       |
| 1992 |                  |                         | geen deelname     |                          |                                       |
| 1993 | geen deelname    |                         |                   |                          |                                       |
| 1994 |                  | geen deelname           |                   | geen deelname            |                                       |
| 1995 | geen deelname    |                         |                   |                          |                                       |
| 1996 |                  |                         | geen deelname     |                          |                                       |
| 1997 | geen deelname    |                         |                   |                          |                                       |
| 1998 |                  | geen deelname           |                   | geen deelname            |                                       |
| 1999 | geen deelname    |                         |                   |                          |                                       |
| 2000 | geen deelname    |                         | geen deelname     |                          |                                       |
| 2001 | geen deelname    |                         |                   |                          |                                       |
| 2002 | geen deelname    |                         |                   | geen deelname            |                                       |
| 2003 | geen deelname    |                         |                   |                          |                                       |
| 2004 | geen deelname    |                         | geen deelname     |                          |                                       |
| 2005 | geen deelname    | 4e AF 2005 Pretoria     |                   |                          |                                       |
| 2006 | geen deelname    |                         |                   | geen deelname            |                                       |
| 2007 | geen deelname    |                         |                   |                          |                                       |
| 2008 | geen deelname    |                         | geen deelname     |                          |                                       |
| 2009 | geen deelname    | 3e AF 2009 Accra        |                   |                          |                                       |
| 2010 | geen deelname    |                         |                   | geen deelname            |                                       |
| 2011 | geen deelname    |                         |                   |                          |                                       |
| 2012 | geen deelname    |                         | geen deelname     |                          |                                       |
| 2013 |                  | geen deelname           |                   |                          | eerste ronde HWL 2012-13              |
| 2014 | geen deelname    |                         |                   | geen deelname            |                                       |
| 2015 |                  |                         |                   |                          | geen deelname                         |
| 2016 | geen deelname    |                         | geen deelname     |                          |                                       |
| 2017 |                  | AF 2017 Ismaïlia        |                   |                          | eerste ronde HWL 2016-17              |
| 2018 | geen deelname    |                         |                   | geen deelname            |                                       |
| 2019 |                  |                         |                   |                          | geen deelname                         |
| 2021 |                  |                         | geen deelname     |                          | geen deelname                         |
| 2022 |                  | ? AF 2022 Accra         |                   | geen deelname            | geen deelname                         |
| 2023 |                  |                         |                   |                          | geen deelname                         |
| 2024 |                  |                         | geen deelname     |                          | geen deelname                         |
| 2025 |                  |                         |                   |                          | geen deelname                         |